# Очаківська міська територіальна громада
Очаківська міська територіальна громада — територіальна громада в Україні, в Миколаївському районі Миколаївської області. Адміністративний центр — місто Очаків.
Площа громади —  км², населення —  мешканців (2018).
Утворена 12 червня 2020 року шляхом об'єднання Очаківської міської ради і Покровської сільської ради Очаківського району.

## Населені пункти
До складу громади входять 4 населених пунктів — 1 місто (Очаків) і 3 села:
- с. Василівка
- с. Покровка
- с. Покровське